# Хапаранда
Хапара́нда (швед. Haparanda, фин. Haaparanta) — населённый пункт на севере Швеции. Административный центр одноимённой коммуны, расположенной в лене Норрботтен. Расположен на западном берегу реки Турнеэльвен у впадения её в Ботнический залив. По реке проходит граница с Финляндией, на другом берегу расположен город Торнио, фактически образующий с Хапарандой один населённый пункт.
Население по данным на 2018 год составляло 6715 человек.
Хапаранда недоступна для больших судов и не является, как многие полагают, самым северным портом Балтийского моря.

## Этимология
Название происходит от фин. Haaparanta (где haapa — осина, ranta — берег, побережье), дословно переводится как «осиновый берег». Слово ranta в свою очередь имеет германское происхождение.

## История
Город Торнио был основан в 1621 году и к началу XIX века превратился в крупный коммерческий город. В соответствии с мирным соглашением 1809 года после русско-шведской войны Швеция потеряла всю Финляндию из-за нового пересечения границы, которая была проведена вдоль рек Турнеэльвен и Муониоэльвен, в результате чего Торнио оказался на российской стороне. В то время в городе доминировали шведоязычные купцы и ремесленники, образуя языковой остров в финноязычном населённом пункте. После войны многие из шведов переселились на шведскую сторону реки и начали развивать небольшую деревню под названием Хаапаранта. Постепенно многие жители и ремесленники из прилежащих шведоязычных районов и других частей Швеции стали в ней поселяться. К 1821 году деревня была превращена в торговый городок (чёпинг) уже под названием Хапаранда, который 10 декабря 1842 года получил статус города. Таким образом, с лингвистической и культурной точек зрения население Хапаранды отличалось от населения окружающей сельской местности, где преобладал финский язык, и уже к середине XIX века доминирующим языком города стал шведский.

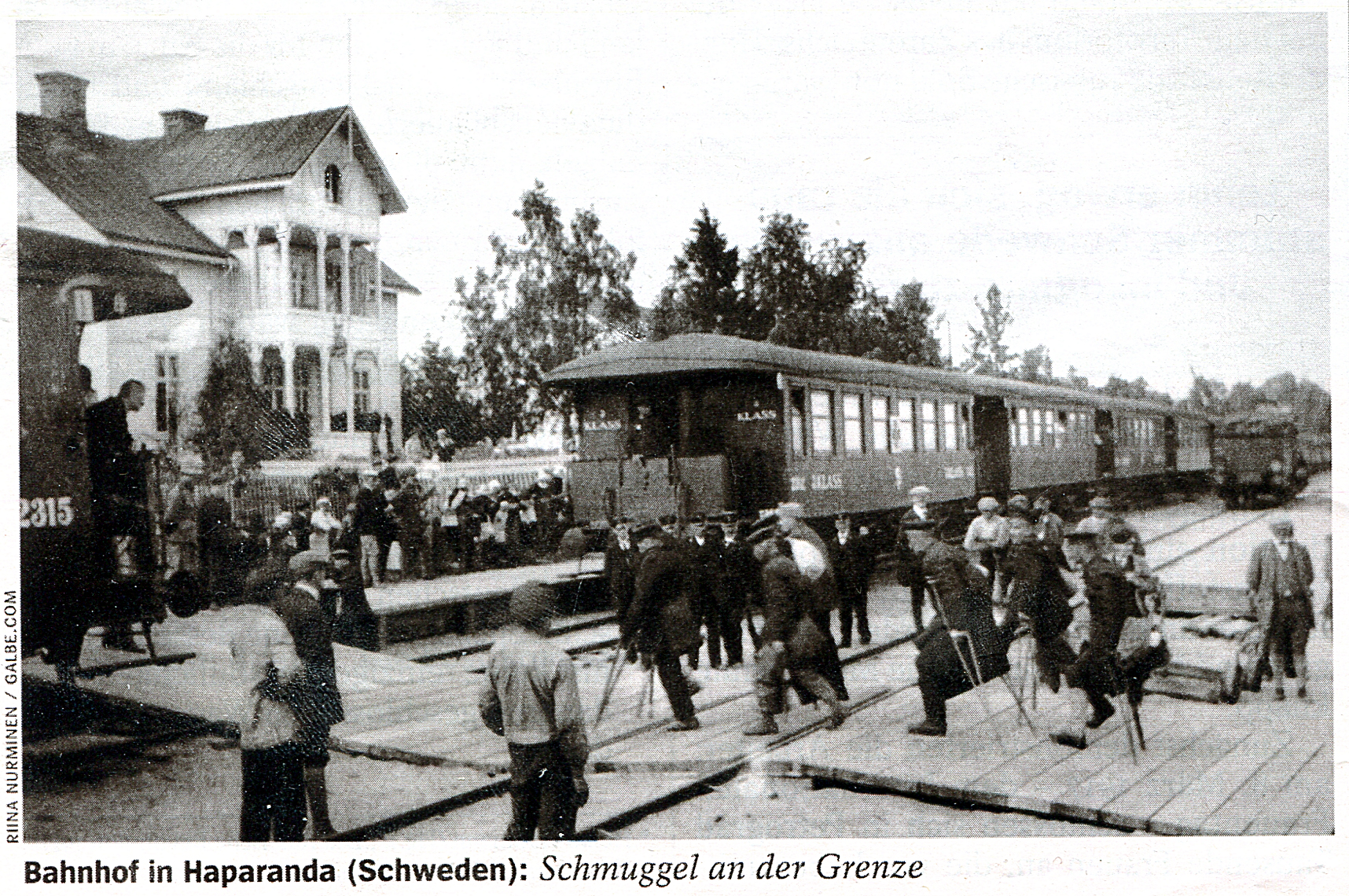
Вокзал в Хапаранде.

В начале XX века Хапаранда, несмотря на скромные размеры, имела коммерческое и политическое значение за счёт своего положения в устье реки Турнеэльвен у истока Ботнического залива. Древесина и меха со всей северной Скандинавии и Российской империи доставлялись по воде для доставки в остальной мир через Балтийское море. Арктические и антарктические экспедиции XIX и XX веков, в том числе и экспедиция американского адмирала Роберта Пири, носили мех купца Хермансона, магазин которого до сих пор находится в городе. Хапаранда была единственным открытым железнодорожным пограничным переходом на границе с Российской империей во время Первой мировой войны.
6 апреля 1942 года шведский посланник вручил Заместителю Народного Комиссара Иностранных Дел тов. А. Я. Вышинскому от имени Шведского Правительства меморандум с протестом по поводу бомбардировки якобы советским самолётом города Хапаранда и сбрасывания этим самолётом на шведскую территорию листовок и нарушения, таким образом, нейтралитета Швеции. В своей ноте Шведское Правительство в доказательство того, что сбросивший бомбы и листовки самолёт был советским, ссылалось на то обстоятельство, что на осколках бомб имелись якобы русские буквы, а листовки были отпечатаны на русском и немецком языках и содержали в себе призыв перейти на советскую сторону. Советское Правительство заявило, что советская авиация к указанному в ноте случаю не имеет никакого отношения.
Со второй половины XX века финский язык стал укрепляться в Хапаранде, в основном благодаря иммиграции из Финляндии и переселения шведских финнов из южной Швеции; сотрудничество с Торнио становится все более интенсивным и углубленным. Большинство населения Хапаранды имеет как минимум одного родителя, родившегося в Финляндии. Поэтому с 1980-х годов в городе существует языковая школа, где языками обучения являются и финский, и шведский. Муниципалитет Хапаранда также является частью территории, на которой финский язык и меянкиели имеют официальный статус языка меньшинства.

## Климат
Хапаранда имеет субарктический климат благодаря своему северному положению, но, несмотря на эту классификацию, климат часто довольно мягкий. Морской воздушный поток из мягкой северной Атлантики закаляет зимой, несмотря на низкое солнце, в то время как Хапаранда сохраняет достаточно континентальное влияние, чтобы лето было относительно теплым, особенно для прибрежного города на севере. Это связано с большой территорией, окружающей город в большинстве направлений, а также с коротким полуночным солнцем, которое обычно длится около 10 дней. Летом дневной свет достаточно распространен, чтобы обеспечить круглосуточную дневную активность в течение более длительного периода, однако во время зимнего солнцестояния Хапаранда переживает только 2 часа 56 минут дневного света. Дневные средние температуры обычно колеблются от 20 °C летом до −6 °C зимой.

## Архитектура
В 1900 году был открыт городской отель, построенный в классическом стиле по чертежам стокгольмских архитекторов Фритца Ульриха и Эдуарда Халльквиста. Железнодорожная станция Хапаранды, открытая в 1918 году, является одной из крупнейших в Швеции.

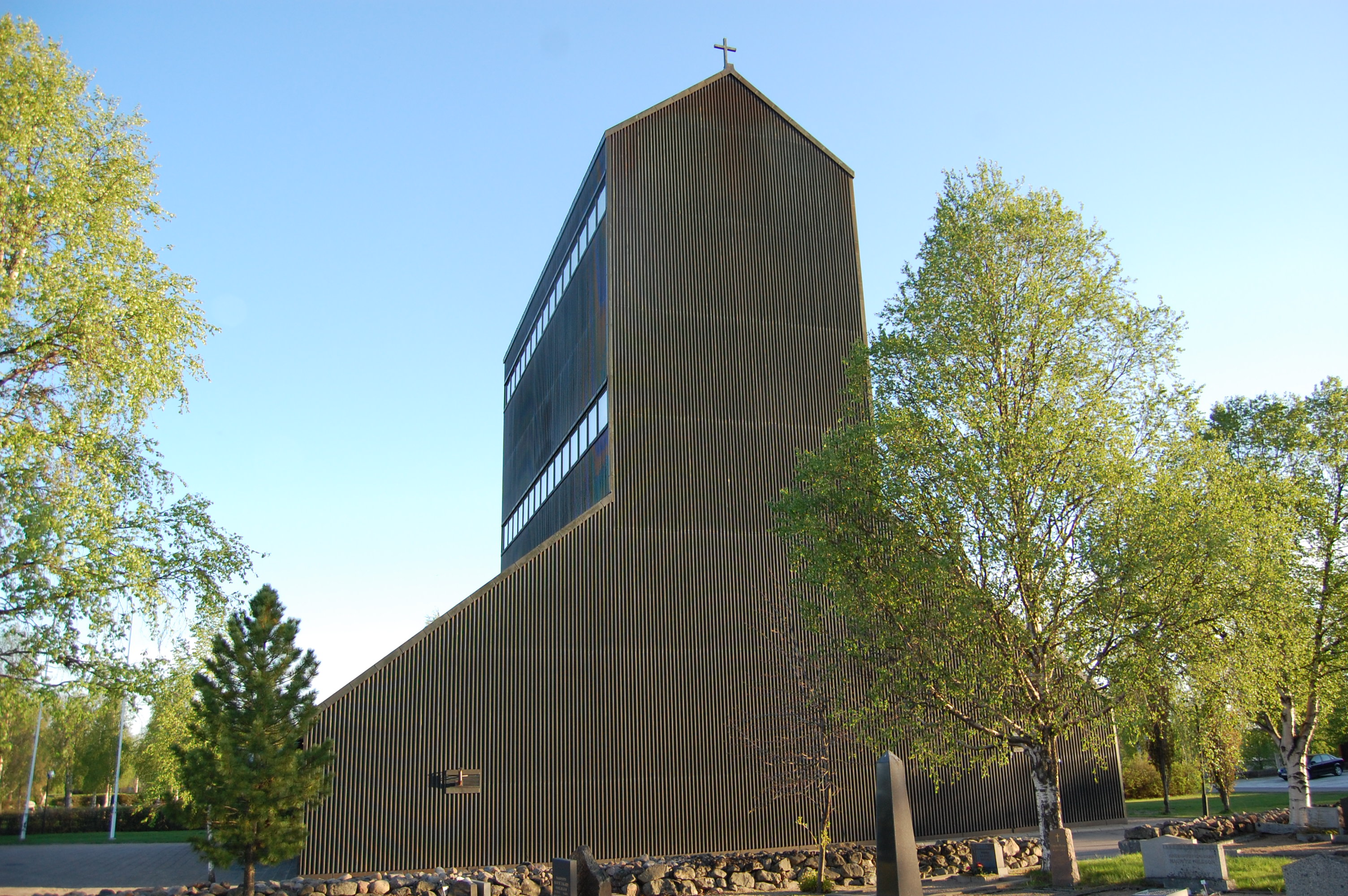
Церковь (1967).

Одним из самых узнаваемых зданий является водонапорная башня высотой 49 метров, построенная в 1920 году с целью снабжения населения города чистой водой. На сегодняшний день башня обеспечивает коммунальное горячее водоснабжение.
Современная церковь Хапаранды была построена в 1967 году Бенгтом Ларссоном на смену сгоревшей четыре года ранее старой церкви. Темный экстерьер, сложенный из медных досок, сменяется светлым и воздушным интерьером.
Магазин розничной торговли IKEA открылся 15 ноября 2006 года в новой зоне коммерческих предприятий на границе двух стран и является самым северным магазином IKEA в мире. Хотя товары оцениваются только в шведских кронах, вывески в магазинах представлены как на шведском, так и на финском языках. Магазин привлекает два миллиона посетителей ежегодно.

## Статус государственной границы между городами Хапаранда и Торнио

Мемориал памяти спасённых финских детей, эвакуированных в Швецию во время Второй мировой войны

Между жителями Хапаранды и финского города Торнио всегда были дружественные отношения. Большинство жителей Хапаранды говорят как на шведском, так и на финском языке. Сегодня два города имеют прочные экономические и социальные связи; они представляют собой трансграничную агломерацию, позиционируемую как "Евросити". В силу того, что Швеция и Финляндия находятся в разных зонах часовых поясов, время в Хапаранде отстаёт на час от времени в Торнио. Эта особенность позволяет жителям обеих городов встречать Новый год дважды за одну ночь. Начиная с 2005 года города получили новые наименования: «Хапаранда-Торнио» в Швеции и «Торнио-Хапаранда» в Финляндии.
В Хапаранде есть железнодорожный вокзал, однако в настоящее время железная дорога перевозит только товарные составы. Здание вокзала отдано под молодёжный клуб, иногда там проводятся концерты. Также в здании существует экспозиция, посвящённая истории таможенного перехода и пограничного контроля.
Железнодорожный путь, проходящий через Хапаранду, был единственным, соединяющим Россию и Германию во время Первой мировой войны. Через Хапаранду во время Второй мировой войны приблизительно 80 тысяч детей из Финляндии прибыли в эвакуацию в Швецию по железной дороге.

## Города-побратимы
- Ковдор
- Хаммерфест
- Ширвинты